# Enid (Oklahoma)
Pour les articles homonymes, voir Enid.
Enid est une ville américaine, siège du comté de Garfield, dans l'Oklahoma. Selon les estimations de 2015, la population de la ville est de 51 776 habitants.

## Histoire
Enid a été fondée lors de la ruée vers la terre que les indiens Cherokee venaient de vendre aux États-Unis en 1893. La gare d'Enid se trouvait sur le territoire actuel de North Enid, mais la population préféra s'installer plus au sud.
Plusieurs histoires existent sur l'origine du nom de la ville. Selon la plus plausible, un dirigeant du Chicago, Rock Island and Pacific Railroad — lors de la construction du chemin de fer — aurait renommé Skeleton Station (« gare du squelette ») en Enid, selon le personnage d'un poème de Alfred Tennyson qu'il venait de lire.
Une base aérienne Vance Air Force Base a été construite près d'Enid en 1941.

## Géographie
Enid se trouve dans le nord-ouest de l'Oklahoma, à l'est des Grandes Plaines, à 70 km au nord d'Oklahoma City.
La municipalité s'étend sur 73,76 milles carrés (191,04 km2), dont 73,68 milles carrés (190,83 km2) de terres.

## Démographie
Selon le recensement de 2010, Enid comptait 49 379 habitants. Sa population était majoritairement féminine (51 %). 24,7 % de ses habitants avaient moins de 18 ans et 15,2 % avaient plus de 65 ans.
81,6 % de la population se définissait comme uniquement blanche, 3,6 % afro-américaine, 2,3 % améridienne, 2,2 % océano-américaine, 1,1 % asiatique et 3,8 % métisse. Les hispaniques représentaient 10,3 % des habitants d'Enid.

## Personnalités liées à la ville
- Owen Garriott, astronaute, est né à Enid ;
- Glenda Farrell, actrice, est née à Enid ;
- Stacy Prammanasudh, golfeuse, est née à Enid.